# Edward Alphonso Goldman
Pour les articles homonymes, voir Goldman.
Edward Alphonso Goldman (né le 7 juillet 1873 à Mount Carroll et mort en 1946) est un zoologiste américain. Il a beaucoup travaillé au Mexique avec Edward William Nelson, décrivant de nombreux groupes de mammifères et apportant au besoin des rectifications.

## Biographie
Edward Alphonso Goltman naquit à Mount Carroll, dans l’Illinois, le 7 juillet 1873, de parents américains, d’origine franco-allemande H. Jacob et Laura C. Goltman. À l'origine en Pennsylvanie, ils passèrent dans l'Illinois, puis le Nebraska (où Jacob modifia son nom et devint Goldman), et finalement en Californie. C’est là que Jacob, qui s’intéressait à l'histoire naturelle, rencontra, vers1891 le naturaliste Edward William Nelson, alors à la recherche d'un assistant. Le jeune Edward occupa cette fonction, commençant avec Nelson une amitié et des rapports professionnels qui devaient durer jusqu'à la mort de ce dernier. Ils firent ensemble leur premier voyage de collecte en Californie, qui prit fin en janvier 1892, puis ils se mirent route pour le Mexique comptant faire un voyage de trois mois. En fait, ils y restèrent quatre ans, commençant une exploration du Mexique qui devait les mener dans presque tous les coins du pays et qui eut pour résultat la collecte de plus de 20 000 spécimens de mammifères. en 1901 il rencontra Emma May Chase qu’il épousa l'année suivante et dont il eut trois fils. Pendant qu’il était aux États-Unis, Goldman assuma de nombreuses autres fonctions, et pendant la Première Guerre mondiale, il fut commandant dans les forces armées américaines en France, travaillant dans le domaine de la lutte contre les rongeurs. Une fois libéré de ses tâches administratives en 1928, il put consacrer tout son temps à l'étude scientifique qu’il continua même après sa retraite (en 1944). Il découvrit son dernier mammifère en Floride, le 4 avril 1946 : une gaufre (animal) à poche. Il a continua à travailler sur les mammifères du Mexique jusqu'à ce qu'il fût victime d’un accident vasculaire cérébral le 30 aout 1946 le 2 septembre 1946. Il fut enterré au Cimetière national d'Arlington le 6 septembre.
Goldman a publié 206 articles au cours de sa vie et décrit plus de 300 nouveaux mammifères. En 1941, il avait déjà décrit plus de nouveaux mammifères que tout scientifique vivant. Beaucoup d'animaux ont été nommés d'après lui, non seulement divers mammifères, mais aussi des oiseaux, un serpent, une tortue, une grenouille, et un mollusque. Il y a même un Goldman Peak en Basse-Californie. En 1946, il était devenu président de l’American Society of Mammalogists.

## Publications
- (en) The Wolves of North America, Vol. I. 1944.

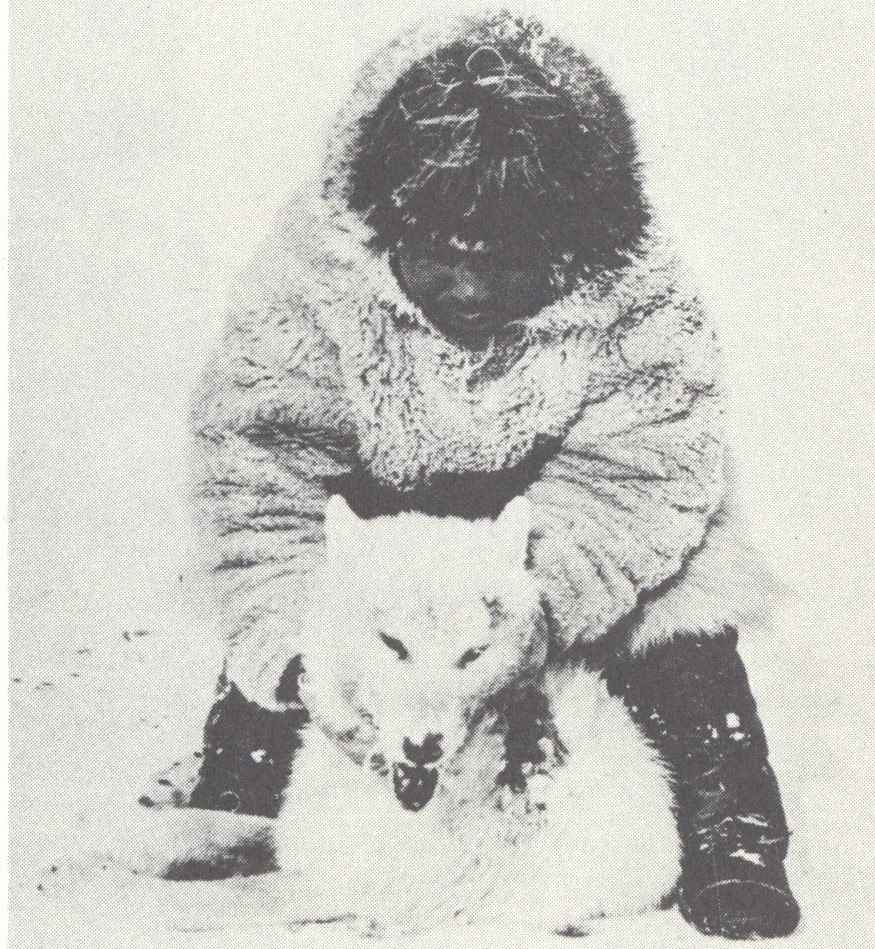
Chasseur Inuit ayant tué un loup en 1914 au Groenland. Image tirée du livre The Wolves of North America, Vol. I. d'E.A. Goldman, paru en 1944.